# Танкова дивізія «Фельдгеррнгалле 2»
Танкова дивізія «Фельдгеррнгалле 2» (нім. Panzer-Division Feldherrnhalle 2) — танкова дивізія вермахту, що існувала у складі Сухопутних військ Німеччини в роки Другої світової війни.

## Історія
Танкова дивізія «Фельдгеррнгалле 2» сформована у березні 1945 за рахунок частин та підрозділів 13-ї танкової дивізії та частки сил танкової дивізії «Фельдгеррнгалле» в Данцигу у XX військовому окрузі Вермахту.

## Райони бойових дій
- Угорщина та Австрія (березень — травень 1945).

## Командування

### Командири
- генерал-майор Франц Беке (нім. Franz Bäke) (9 березня — 8 травня 1945).